# 맬 영
맬 영(Mal Young, 1957년 1월 26일~)은 영국의 텔레비전 프로듀서, 스크립트 에디터, 총괄 프로듀서이다.

## 경력

### 텔레비전 활동
1957년 1월 26일 잉글랜드 리버풀에서 태어난 그는 원래 그래픽 디자인 계열에서 활동했다. 27세가 되자 그는 채널 4의 연속극 《브룩사이드》에 참여하며 텔레비전 계열에서 작업하기 시작했다.
거의 10년이 지난 1990년대 초 그는 프로그램 프로듀서 자리까지 올랐다. 그의 재임은 비판을 받았는데 프로그램을 사회 현실적인 면에서 좀 더 인기에 치중하고 시청률을 좇는 구성 방식으로 바꿨다는 것이었다. 그는 해당 드라마와 채널 4의 시청률 신기록을 달성했다. 또 그는 채널 4에서 방영된 그만의 성공적인 드라마 시리즈 《앤드 더 비트 고즈 온》의 공동 제작과 프로듀서를 맡았다.
그런뒤 그는 독립제작사 퍼슨 텔레비전으로 직장을 옮기고 드라마국장이 되었다. 그곳에서 그는 ITV의 경찰드라마 《더 빌》과 그가 제작한 채널 5의 연속극 《패밀리 어페어즈》의 작업을 감독하고, BAFTA 후보에 오른 채널 5의 법률드라마 《윙 앤드 어 프레이어》의 총괄 프로듀서가 되었다.

### BBC
그는 BBC로 직장을 옮기고 1997년부터 2004년까지 BBC 사내 제작부의 연속드라마 시리즈 감독관이 되었다. 그는 에피소드로 구성된 BBC 제작 연속드라마 시리즈들을 감독 책임하는 것을 맡았다. BBC에서 그가 감독한 프로그램으로는 연속극 《이스트엔더스》, 의학드라마 《닥터스》 (공동제작 역임), 《캐주얼티》와 스핀오프 시리즈 《홀비 시티》 (제작 역임), 경찰 드라마 《댈지얼 앤드 파스코어》, 《워킹 더 데드》와 《머시비트》, 명시집 프로그램 《더 애프터눈 플레이》와 《머더 인 마인드》, 법률드라마 《저지 존 디드》, 시골을 배경으로 한 《다운 투 어스》, 코미디 드라마 《비잉 에이프럴》, 공상과학 드라마 《닥터 후》가 있다.

### 19텔레비전
2004년 말, 맬 영은 사이먼 펄러가 소유한 19 엔터테인먼트 소속 독립제작사 19텔레비전 리미티드의 드라마국장이 되었다. 그는 전 BBC 기획국장이자 현 19 엔터테인먼트 영화 및 텔레비전 기획국장인 세레나 컬렌과 함께 영국과 미국 시장을 대상으로 한 새로운 드라마 구성을 기획하는 일을 맡았다. 현재 그는 미국과 영국에서 각각 둘로 나누어 활동하고 있다. 그는 2007년 3월 폭스의 드라마 파일럿인 《본 인 더 USA》의 공동제작, 각본, 프로듀서를 맡았다. 그 다음 그는 2008년 ~ 2009년 시즌의 실시간 의학드라마 구성 방식인 또다른 파일럿 《오스틴 골든 아워》의 공동각본을 맡고 미국의 CW에 판매했다.

## 기타
그는 2001년 한 자선단체에서 만난 가수 마리 윌슨과 2002년 결혼했다.
1999년 9월에는 왕립텔레비전협회 회원인 후 웰던에 관한 강의를 케임브리지 회의에서 강연했다. 그는 2004년 7월 잡지 《라디오 타임즈》가 주관한 업계 전문가들의 투표에서 텔레비전 드라마계에서 아홉번째로 가장 영향력 있는 인물로 뽑혔고,  2005년 5월에는 ITV 연속극상에서 텔레비전에 대한 공로로 특별상을 받았다. 한편으로는 널리 비웃음을 샀던 《데스퍼레이트 스쿠즈와이브스》의 프로듀서이기도 했다.